# KH-7

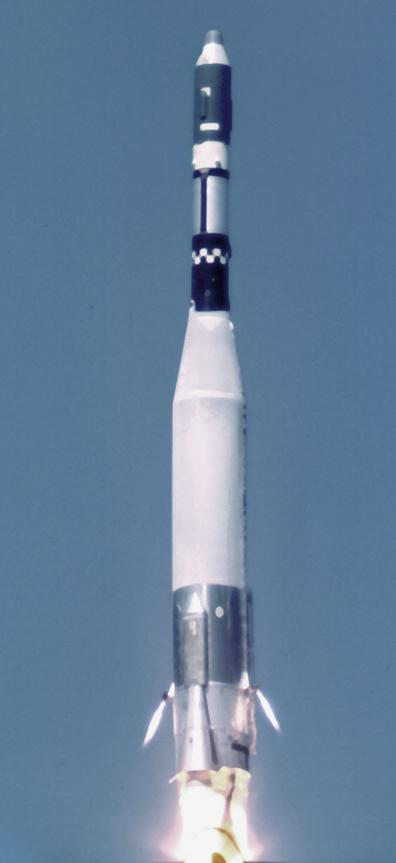
アトラス・アジェナを使ってのKH-7の打ち上げ

KH-7・ガンビット（英：KH-7 GAMBIT、Gambit、別名：Air Force Program 206）とは、アメリカ合衆国の偵察衛星である。1963年7月から1967年6月にわたって使い続けられた。先任のコロナ・システムのように、衛星画像を撮り、地上へ未現像の写真フィルムだけを返還することで画像諜報を行っていた。この衛星は代表値において2 ft (0.61 m)から3 ft (0.91 m)の地上解像度を達成していた。2002年、KH-7から得られた画像の大半が機密解除された。しかし、この偵察衛星計画の詳細（および衛星の構造）は2011年に解除されるまで、分厚い軍事機密のベールに覆われたままの状態でおかれていた。

## システムの構成

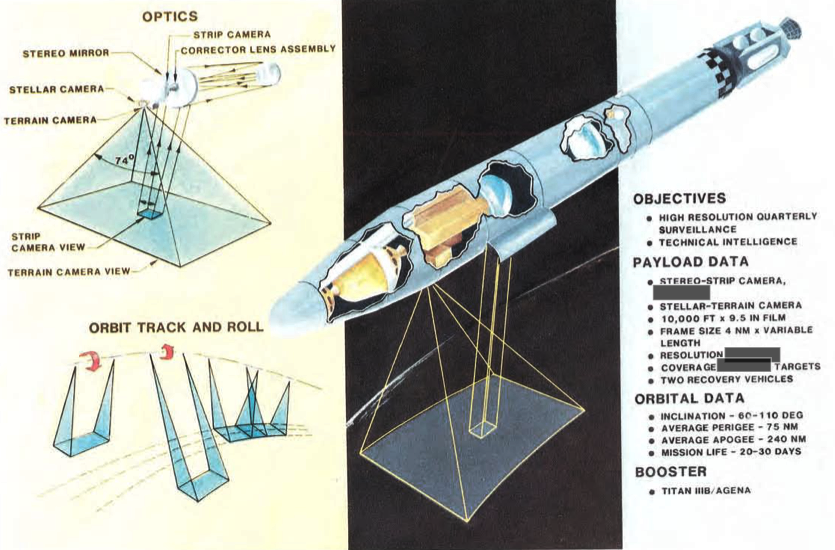
ガンビット偵察システム

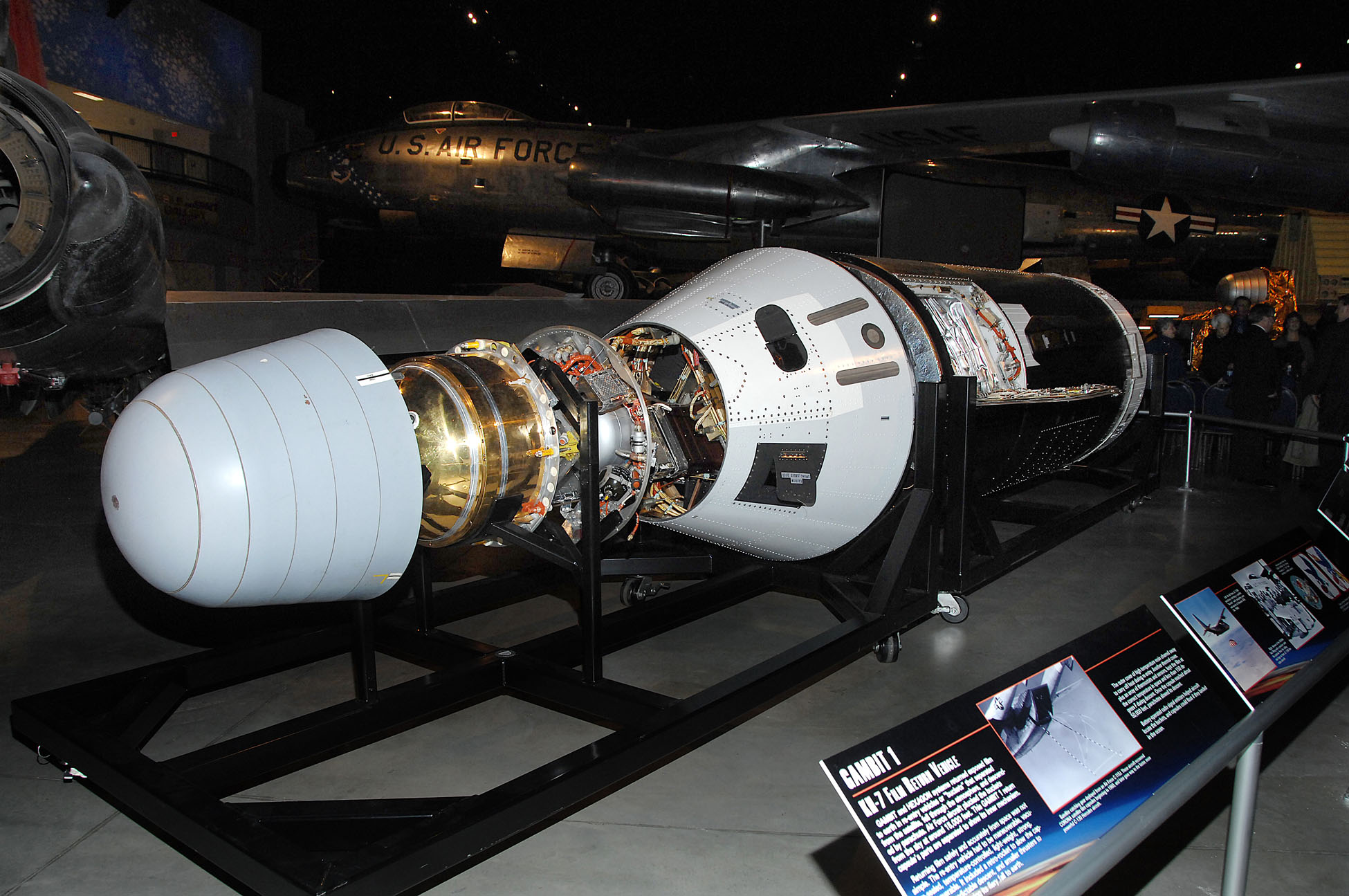
KH-7・ガンビット偵察衛星、オハイオ州デイトンにある国立アメリカ空軍博物館にて展示中

光学写真撮影偵察衛星システムを測地学に応用するためのフィージビリティー・スタディ、実現可能性調査(A feasibility study for the Geodesic Optical Photographic Satellite System)が実施された。そこで残された記録から、1960年代の米国の光学偵察衛星が3つのサブシステムで構成されていたことが明らかになっている。第一に「軌道制御部」（オービティング（若しくはオービタル）・コントロール・ビークル：Orbital (or Orbiting) Control Vehicle：以下OCV）、第二に「データ収集部」（データ・コレクション・モジュール：Data Collection Module：DCM）、そして第三に「大気圏再突入カプセル」（リカバリ・セクション：Recovery Section, Recovery Vehicle：以下RS、若しくはRV）であった
。
KH-7において、DCMは「光学撮影装置部」（カメラ・オプティックス・モジュール：Camera Optics Module：以下COM）とも呼ばれて、OCVの上に組み立てられていた。OCVは長さ5.5 m (18 ft)、直径1.52 m (5 ft 0 in)の寸法が有った。

### COM
KH-7のCOMは、3台のカメラから成り立っていた。その3台とは、ストリップ・カメラ1台(single strip camera)、恒星カメラ1台(stellar camera)、および、インデックス・カメラ1台(index camera)である。
ストリップカメラにおいて、地表の画像は、地上からの指令で操縦可能な平面鏡で反射され、直径1.21 m (48 in)の固定された凹面鏡の主鏡に入力される。次に、入射光は主鏡で反射し、平面鏡の中央に開いた円い孔を通り、ロス式凸レンズ(Ross corrector)を通過する。この衛星は、写真フィルムを走らせる部分を左右に22センチまで動かして感光させることで、地上観測域を、衛星の直下から角度にして6.3度の振れ幅をもって偵察用写真を撮影した。初期型衛星の地上解像度は1.2メートル (3.9 ft)だったが、1966年の後期型では0.6メートル (2.0 ft)に向上した。それぞれの衛星はおよそ2,000キログラム (4,409.2 lb)の重量が有り、1回の打ち上げミッションあたり1個の写真フィルム地上帰還用バケットを搭載していた。kH-7はロッキードで製造されていた。カメラ及びフィルム搬送システムはコダックで製造されていた。
インデックス・カメラは先代のKH-4、KH-6偵察衛星で使われていたカメラシステムの同一品であった。また、インデックス・カメラは、衛星の姿勢検出のためにも使われた。その方法は、衛星がローリングして、カメラの向きが衛星直下、つまり天底側からずれたときに、その向いたほうの地表の露出を計測することで行われた。 恒星カメラは、スター・トラッカーとして使われ、衛星にとっての天頂側の星座がひろがる宇宙空間を撮影した。カメラがとらえた星間画像は、天体写真測定用の方眼のマス目をイメージプレーンの上で重ねた状態で撮影された。 恒星カメラ、インデックスカメラの両方ともアイテクから提供され、また、水平線センサーは、バーンズ・エンジニアリング(en)から提供された。

### OCV及びRV
OCVとRVの主契約者はジェネラル・エレクトリックであった。

## 偵察任務
KH-7衛星の全打ち上げはアルグエロ岬にて実施された。当地は1964年6月にヴァンデンバーグ空軍基地の一部となっている。KH-7衛星は38回の打ち上げが有り、それぞれに4001から4038までの番号が振られていた。そのうち34機がフィルムを地上へ帰還し、またその中の30機が有用な偵察写真を送り届けてきた。ミッション1回に掛かる時間は１から8日間であった KH-7衛星は、軌道上にあるあいだに合計すれば170回近くの周回数を機体に記録していた。

## 機能性

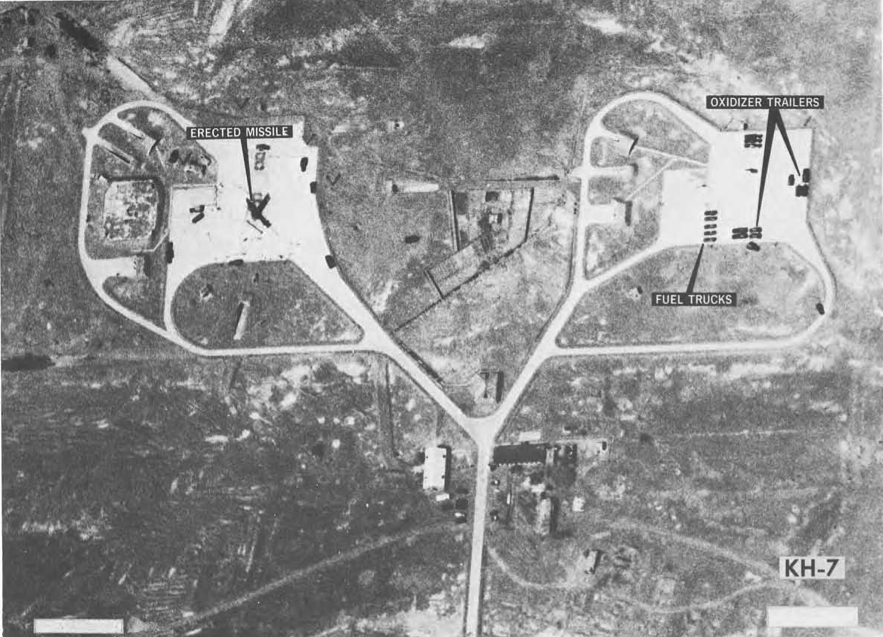
KH-7によって1967年5月に撮られた、中華人民共和国のShuanchengtzuミサイル基地（現在の酒泉衛星発射センター）A射場の偵察画像

高解像度の器材により、KH-7は「ホットスポット」の詳細な写真を撮った。これらの写真の大半のものは中国やソ連等といった、冷戦期の旧東側陣営における、ミサイル開発や核兵器開発等の軍事活動が活発に行われていた施設であろうと考えられている。そのほかの写真には、都市や港湾など他の重要施設を被写対象にしたものが含まれていた。この衛星のカメラで撮られた画像は総計19,000枚に及ぶ。その殆どは、2002年に出された宇宙空間からの国家偵察プロジェクトで得られた画像を一般に公開せよという趣旨のアメリカ合衆国大統領令第12951号（Executive order 12951）によって、機密指定から解除された。この大統領命令はKH-7と共にコロナ計画の内容をも機密解除し、写真フィルムのコピーはアメリカ地質調査所（USGS）の「地球資源観測システム局」(Earth Resources Observation Systems office)へと移管された。最高機密だった偵察画像のうちイスラエルの領域を撮影したおよそ100枚分は、未だに機密情報のままで残されている。
後任のKH-8も先代と同じコードネーム「ガンビット(Gambit)」を使い続けた。

## ELINT用のサブ衛星
打ち上げ番号4009では、電子情報傍受任務（エリント）の一環としてレーダー監視の任を帯びたP-11小型副衛星も共に打ち上げた。P-11小型衛星はより高い軌道に投入された。

## KH-7の打ち上げの一覧
| 名称   | ミッション番号 | 打ち上げ日時 | 別名     | NSSDC ID No. | 打ち上げ機           | 近地点 (km) | 遠地点 (km) | 軌道傾斜角 (deg) |
| ------ | -------------- | ------------ | -------- | ------------ | -------------------- | ----------- | ----------- | ---------------- |
| KH7-1  | 4001           | 1963-07-12   | OPS-1467 | 1963-028A    | Atlas Agena D        | 164         | 164         | 95.4             |
| KH7-2  | 4002           | 1963-09-06   | OPS-1947 | 1963-036A    | Atlas Agena D        | 168         | 263         | 94.4             |
| KH7-3  | 4003           | 1963-10-25   | OPS-2196 | 1963-041A    | Atlas Agena D        | 144         | 332         | 99.1             |
| KH7-4  | 4004           | 1963-12-18   | OPS-2372 | 1963-051A    | Atlas Agena D        | 122         | 266         | 97.9             |
| KH7-5  | 4005           | 1964-02-25   | OPS-2423 | 1964-009A    | Atlas Agena D        | 173         | 190         | 95.7             |
| KH7-6  | 4006           | 1964-03-11   | OPS-3435 | 1964-012A    | Atlas Agena D        | 163         | 203         | 95.8             |
| KH7-7  | 4007           | 1964-04-23   | OPS-3743 | 1964-020A    | Atlas Agena D        | 150         | 366         | 103.6            |
| KH7-8  | 4008           | 1964-05-19   | OPS-3592 | 1964-024A    | Atlas Agena D        | 141         | 380         | 101.1            |
| KH7-9  | 4009           | 1964-07-06   | OPS-3684 | 1964-036A    | Atlas Agena D        | 121         | 346         | 92.9             |
| KH7-10 | 4010           | 1964-08-14   | OPS-3802 | 1964-045A    | Atlas SLV-3・Agena D | 149         | 307         | 95.5             |
| KH7-11 | 4011           | 1964-09-23   | OPS-4262 | 1964-058A    | SLV-3 Agena D        | 145         | 303         | 92.9             |
| KH7-12 | 4012           | 1964-10-08   | OPS-4036 | 1964-F11     | SLV-3 Agena D        | ---         | ---         | ---              |
| KH7-13 | 4013           | 1964-10-23   | OPS-4384 | 1964-068A    | Atlas Agena D        | 139         | 271         | 88.6             |
| KH7-14 | 4014           | 1964-12-04   | OPS-4439 | 1964-079A    | SLV-3 Agena D        | 158         | 357         | 97               |
| KH7-15 | 4015           | 1965-01-23   | OPS-4703 | 1965-005A    | SLV-3 Agena D        | 146         | 291         | 102.5            |
| KH7-16 | 4016           | 1965-03-12   | OPS-4920 | 1965-019A    | SLV-3 Agena D        | 93          | 155         | 0.0              |
| KH7-17 | 4017           | 1965-04-28   | OPS-4983 | 1965-031A    | SLV-3 Agena D        | 180         | 259         | 95.7             |
| KH7-18 | 4018           | 1965-05-27   | OPS-5236 | 1965-041A    | SLV-3 Agena D        | 149         | 267         | 95.8             |
| KH7-19 | 4019           | 1965-06-25   | OPS-5501 | 1965-050B    | SLV-3 Agena D        | 151         | 283         | 107.6            |
| KH7-20 | 4020           | 1965-07-12   | OPS-5810 | 1965-F07     | SLV-3 Agena D        | ---         | ---         | ---              |
| KH7-21 | 4021           | 1965-08-03   | OPS-5698 | 1965-062A    | SLV-3 Agena D        | 149         | 307         | 107.5            |
| KH7-22 | 4022           | 1965-09-30   | OPS-7208 | 1965-076A    | SLV-3 Agena D        | 98          | 164         | 95.6             |
| KH7-23 | 4023           | 1965-11-08   | OPS-6232 | 1965-090B    | SLV-3 Agena D        | 145         | 277         | 93.9             |
| KH7-24 | 4024           | 1966-01-19   | OPS-7253 | 1966-002A    | SLV-3 Agena D        | 150         | 269         | 93.9             |
| KH7-25 | 4025           | 1966-02-15   | OPS-1184 | 1966-012A    | SLV-3 Agena D        | 148         | 293         | 96.5             |
| KH7-26 | 4026           | 1966-03-18   | OPS-0879 | 1966-022A    | SLV-3 Agena D        | 162         | 208         | 101              |
| KH7-27 | 4027           | 1966-04-19   | OPS-0910 | 1966-032A    | SLV-3 Agena D        | 139         | 312         | 116.9            |
| KH7-28 | 4028           | 1966-05-14   | OPS-1950 | 1966-039A    | SLV-3 Agena D        | 133         | 358         | 10.5             |
| KH7-29 | 4029           | 1966-06-03   | OPS-1577 | 1966-048A    | SLV-3 Agena D        | 143         | 288         | 86.9             |
| KH7-30 | 4030           | 1966-07-12   | OPS-1850 | 1966-062A    | SLV-3 Agena D        | 137         | 236         | 95.5             |
| KH7-31 | 4031           | 1966-08-16   | OPS-1832 | 1966-074A    | SLV-3 Agena D        | 146         | 358         | 93.3             |
| KH7-32 | 4032           | 1966-09-16   | OPS-1686 | 1966-083A    | SLV-3 Agena D        | 148         | 333         | 93.9             |
| KH7-33 | 4033           | 1966-10-12   | OPS-2055 | 1966-090A    | SLV-3 Agena D        | 155         | 287         | 91               |
| KH7-34 | 4034           | 1966-11-02   | OPS-2070 | 1966-098A    | SLV-3 Agena D        | 159         | 305         | 91               |
| KH7-35 | 4035           | 1966-12-05   | OPS-1890 | 1966-109A    | SLV-3 Agena D        | 137         | 388         | 104.6            |
| KH7-36 | 4036           | 1967-02-02   | OPS-4399 | 1967-007A    | SLV-3 Agena D        | 136         | 357         | 102.4            |
| KH7-37 | 4037           | 1967-05-22   | OPS-4321 | 1967-050A    | SLV-3 Agena D        | 135         | 293         | 91.5             |
| KH7-38 | 4038           | 1967-06-04   | OPS-4360 | 1967-055A    | SLV-3 Agena D        | 149         | 456         | 104.8            |

(NSSDC ID Numbers: See COSPAR)

## 沿革
この章の出典: Space Review

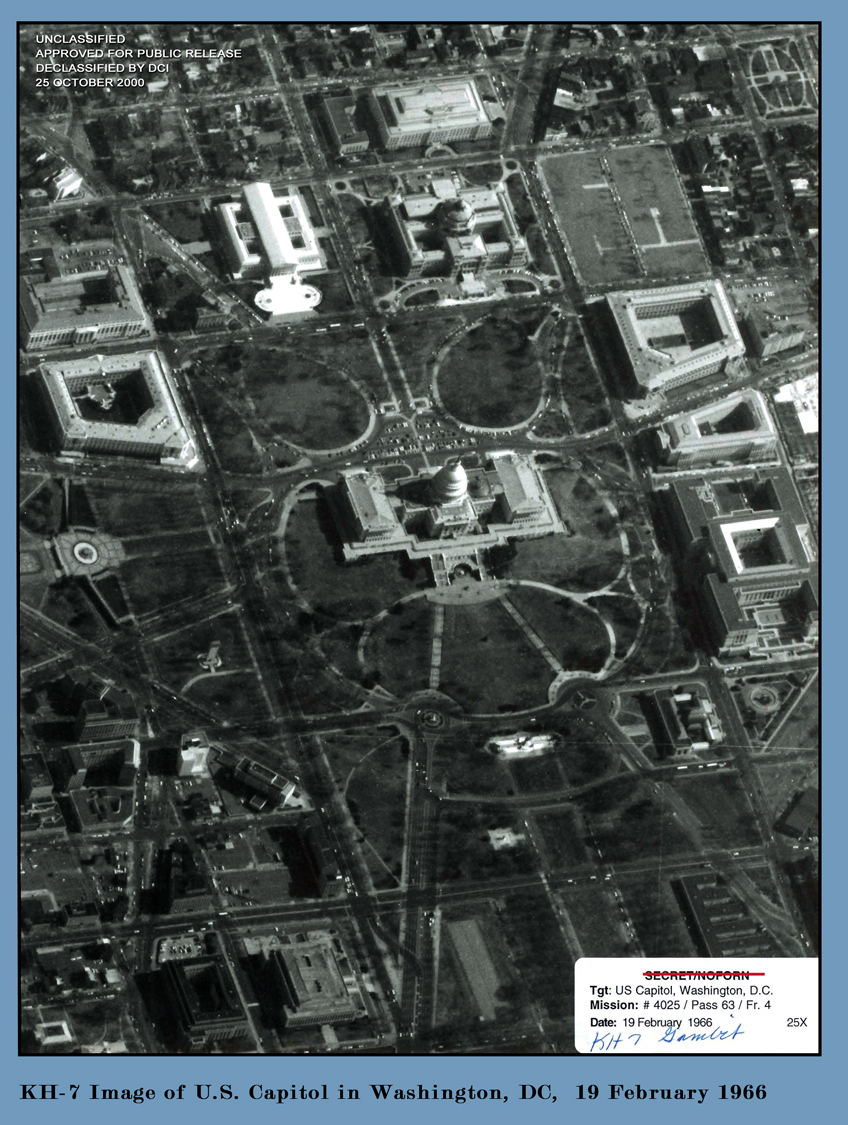
アメリカ合衆国議会議事堂の拡大写真。1966年2月、KH-7、ミッション4025にて撮影

1963年の初め頃、KH-7・ガンビット計画は打ち上げ失敗から始まった。最初の試験打ち上げは1963年5月ヴァンデンバーグ空軍基地から、アトラス・アジェナD打ち上げ機に載せて発射された。実際の偵察運用には提供されない、ガンビット衛星を模したダミー・ペイロードをアトラスの先端に搭載して打ち上げられた。しかし何らかの事故により打ち上げそのものは失敗に終わった。
ガンビットミッションの打ち上げに初めて成功したのは1963年7月12日のことだった。ヴァンデンバーグで別のアトラス・アジェナDロケットを使ってのものだった。アトラスロケットは適切に動作し、推進剤を消尽してから射場の南に広がる太平洋に落下するという、手順で定められた通りの動作を完了した。アジェナに搭載されているベル8096・第2段ロケットエンジンが第1・第2段切り離し後に着火し、ガンビット衛星を高度102マイル (164 km)の極軌道に投入した。米空軍はこの打ち上げ番号を4001と名付けた。
エアロスペース社はガンビットシステムの初打ち上げにおいて、衛星が宇宙空間の所定の軌道に到達してもOCVがアジェナ上段の上に載せられたままにしておくことを強く推奨した。これはアジェナロケットが他の打ち上げでも利用されており成功実績のある信頼性の高いものであったのに対して、OCVは実績が無かったために信頼されていなかったからである。この判断はガンビットの機能を制限するもので、偵察写真は撮影目標が衛星の直下に来ない限り撮影ができないことを意味していた。ミッション4002において写真撮影期間が成功裡に終わった時、OCVとアジェナは切り離され再突入カプセルはハワイ北西の海域に落下した。カプセルはC-130・ハーキュリーズで空中回収された。写真フィルム容器はすぐにニューヨーク州ロチェスターにあるコダックのホークアイ(Hawkeye)施設に輸送され、現像などの各種処理を受けた。現像した後の画像はワシントンD.C.にあるアメリカ空軍の画像研究・分析を専門とする技官のもとに送られた。
ガンビット打ち上げ番号4003は1963年10月25日に成功裡に打ち上げられた。写真撮影フェーズを終わった後にフィルムを詰め込んだ再突入カプセルを首尾よく放出することができ、カプセルは飛行機で予定通りに回収できた。そのほかにOCVの動作確認などの試験が行われた。
打ち上げ番号4004は成功裡に打ち上げられ、フィルム回収容器は1963年12月18日に回収された。ミッション番号4005から4007も成功であった。
1964年5月のミッション4008において、ブースト段階でアジェナ上段ロケットが原因不明のローリングを起こした。ガンビット計画はここにきて重大な問題に見舞われてしまったのである。OCVシステムで問題がおこったものの、フィルム容器はいくつかの画像が写されたフィルムを地上に返すことができた。
残りのミッションの大半では各種さまざまな問題が発生した。うち2回はこれ以上ないほどの完璧な失敗に終わった。また、ある打ち上げでは偵察衛星を軌道に投入することはできたものの、共産主義陣営の軍事基地やその他各種の重要施設を撮影した写真フィルムそのものが帰ってこなかった。
NRO長官は、当計画の品質チェックを行った後で「KH-7・ガンビット計画を全体的にみれば、いくつかの失敗事例はあったものの計画は成功したといえるものであった」と締め括っている。後継するKeyHole偵察プロジェクトでは衛星本体とカメラシステムに大幅な改良を加えられ、大規模なバージョンアップをしたものとなった。メジャー・アップグレードにより衛星はKH-8 GAMBIT 3と改められたが、引き続き「ガンビット」の名前を使い続けた。

## コスト
KH-7計画の全38回の打ち上げに掛かった総コストは1963年度から1967年度までの予算要求金額から、一時的コスト以外でNASAに売却した5機のガンビット・カメラを除外すると、1963年度だけでもアメリカドルにして651.4 百万ドル掛かっていた（現在までの物価上昇を補正すると今日の金額では6.48 十億ドルである）。経常外のコストの内訳は、製造設備、打ち上げ施設、開発費、及びワンタイムサポートが占めていた。計画の総コストに対する割合は24.3パーセントであり、金額にして209.1 百万ドルであった。結果として1963年における総プログラムコストは860.5 百万ドル（現在の価格に直して8.56 十億ドル）であった。

## その他のアメリカ合衆国の画像偵察衛星
- コロナ・シリーズ: KH-1、KH-2、KH-3、KH-4
- KH-5・アルゴン、KH-6・ランヤード
- KH-8・ガンビット
- KH-9・ヘキサゴン（「ビッグバード」）
- KH-10・有人軌道実験室(MOL)
- KH-11 KENNAN（英語版）・ケンナン
- 衛星画像
- 冷戦